# Koji Kakizawa
Koji Kakizawa (柿澤 弘治, 26 de noviembre de 1933 - 27 de enero de 2009) fue un político japonés que ostentó el cargo de Ministro de Asuntos Exteriores en 1994. Tras su muerte le fue concedida la Gran Medalla de la Orden del Sol Naciente.
Tras su graduación en la Facultad de Economía de la Universidad de Tokio trabajó como burócrata en el Ministerio de Finanzas antes de entrar en política. Durante su anexión al ministerio fue trasladado al Ministerio de Asuntos Exteriores. Fue elegido para la Cámara de Consejeros en 1977 como miembro del Nuevo Club Liberal (NLC). Se trasladó a la Cámara de Representantes en 1980. Kakizawa dejó entonces el NLC para unirse al Partido Liberal Democrático (PLD).
En 1994 abandonó el PLD para ayudar a fundar el Partido Liberal ese mismo año. Kakizawa mantuvo su puesto de ministro de asuntos exteriores durante dos meses en el gobierno de coalición del primer ministro Tsutomu Hata. El gobierno de Hata había excluido al PLD del poder.
Kakizawa se reincorporó al PLD en 1995.
Se presentó sin éxito como candidato a la alcaldía de Tokio después de ser expulsado del LPD. Continuó en actividad durante siete mandatos en la Cámara de Representantes hasta su retiro en 2003.
Murió de cáncer de ésofago el 27 de enero de 2009 a la edad de 75 años.